# Tell No One
Tell No One (Não Contes a Ninguém (título em Portugal) ou Não Conte a Ninguém (título no Brasil)) é um romance de suspense do autor americano Harlan Coben, publicado em 2001. Foi o primeiro romance do autor a aparecer na lista de bestsellers da The New York Times Book Review.
Em 2006 foi adaptado ao cinema pelo cineasta francês Guillaume Canet, sob o nome Ne le dis à personne.